# ويليام د. فوستر
ويليام د. فوستر (بالإنجليزية: William D. Foster)‏ هو منتج أفلام أمريكي، ولد في 1884 في الولايات المتحدة، وتوفي في 15 أبريل 1940 في لوس أنجلوس في الولايات المتحدة.

## وصلات خارجية
- ويليام فوستر على موقع IMDb (الإنجليزية)
- ويليام فوستر على موقع قاعدة بيانات الفيلم (الإنجليزية)